# Pascal Obispo

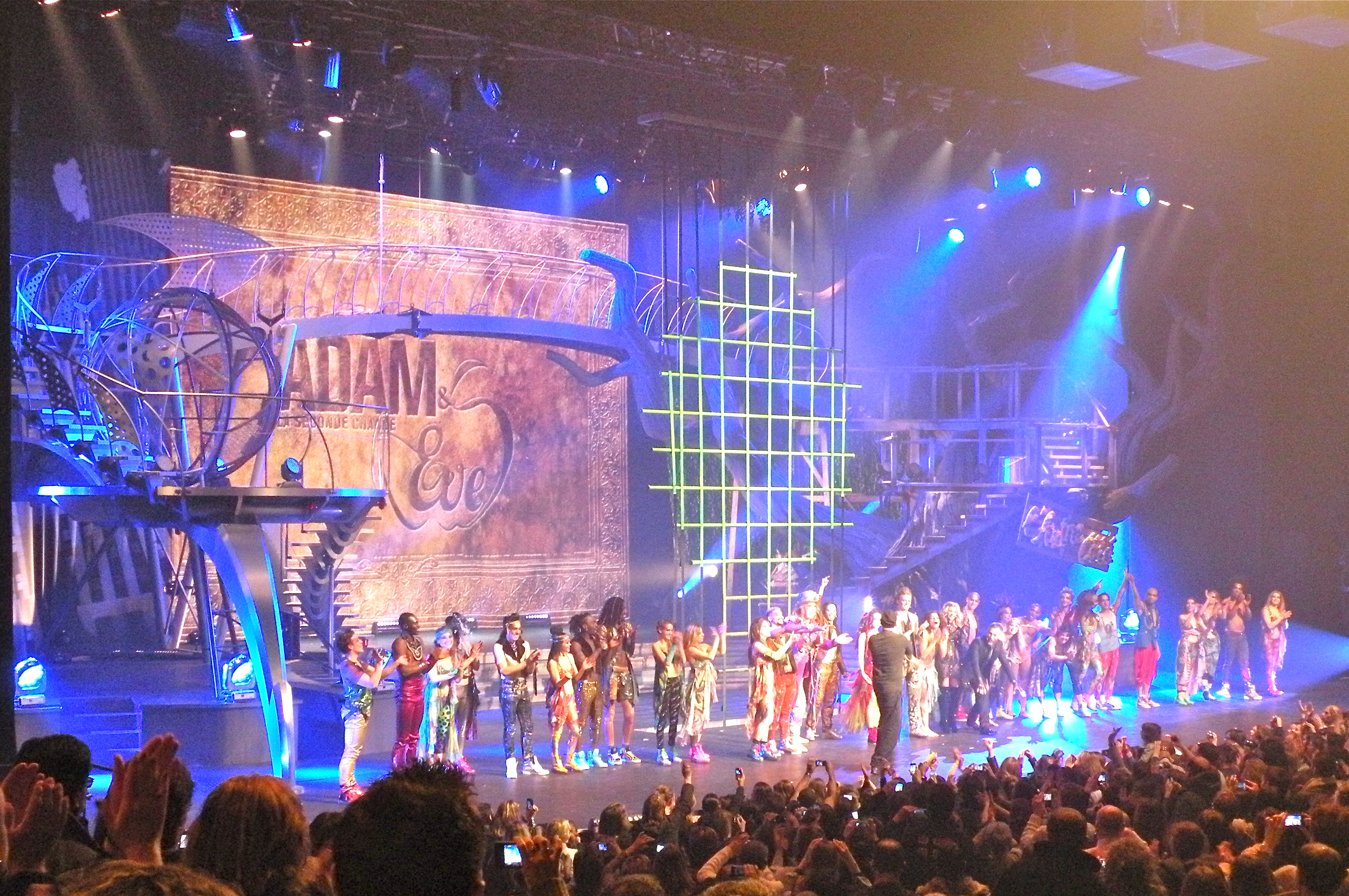
Pascal Obispo s účinkujícími muzikálu Adam et Ève: La Seconde Chance

Pascal Obispo (* 8. ledna 1965 v Bergeracu) je francouzský zpěvák, textař a skladatel. Paralelně se sólovou kariérou komponuje písně i pro jiné interprety (např. Johnny Hallyday, Florent Pagny, Calogero, Patricia Kaas, Zazie). Z textařů úžeji spolupracuje s Lionelem Florencem. Je rovněž spoluautorem dvou muzikálů. Angažuje se v charitativních akcích, zejména v prevenci šíření nemoci AIDS (Sidaction), úzce spolupracuje s uskupením frankofonních umělců Les Enfoirés.

## Biografie
Narodil se v Bergeracu, ležícím v jihozápadní Francii (kraj Akvitánie, departement Dordogne). Jeho otec, Max Obispo, má baskické kořeny a působil jako profesionální fotbalista. Ve 13 letech Pascal odešel s matkou do Rennes, hlavního města Bretaně, kde se během studií Lycea Emila Zoly začal amatérsky věnovat hudbě. Odtud odešel do Paříže, kde působil mj. ve skupině Senso a následně vydal v minimálním nákladu a snad jen pro nekomerční účely své debutové album u firmy EMI. Napříště již Obispovy nahrávky vycházely u společnosti Epic (dnes Sony Music Entertainment). Následující dvě alba jej etablují na francouzské hudební scéně poloviny 90. let. Čtvrté album přineslo zásadní hit v podobě komorní klavírní balady nazvané Lucie. Její živé provedení v programu Victoire de la musique (francouzská obdoba Grammy Award), zajistilo písni potřebnou publicitu a Obispovi velkou popularitu (singl získal zlatou desku za 250 000 prodaných kusů, prodej alba pak překročil 1 000 000 kusů). Nejen na tuto píseň, ale na Obispovu tvorbu obecně má podle kritiků mít vliv francouzský hudebník Michel Polnareff. Čtyři jeho hity (Je suis un homme, Le Bal des Laze, Lettre à France, Goodbye Marylou) Obispo odehrál vedle svých vlastních písní na turné Fan, které bylo koncepčně pojato jako hold jeho hudebním oblíbencům a zpěvákovi přineslo v roce 2004 první sólovou cenu francouzské hudební akademie (již zmíněná Victoire de la musique) v kategorii "Hudební představení, turné a koncert roku". V roce 2013 shrnul svou tehdy již více než dvacetiletou hudební kariéru výběrovým albem Millésimes, které necelý rok od vydání získalo dvojitou platinovou desku.

## Diskografie

### Studiová alba
- Le long du fleuve (14. květen 1990)
- Plus que tout au monde (22. září 1992)
- Un jour comme aujourd'hui (7. říjen 1994)
- Superflu (29. říjen 1996)
- Soledad (2. prosinec 1999)
- Studio Fan (16. červen 2004) - vydáno rovněž jako dvoualbum spolu s koncertní částí pod názvem Studio Fan - Live Fan
- Les Fleurs du bien (15. květen 2006)
- Welcome to the Magic World of Captain Samouraï Flower (12. říjen 2009)
- Le Grand Amour (2. prosinec 2013)

### Koncertní alba/videa
- Live 98 (4. květen 1998)
- Millésime Live 00/01 (2001)
- Live Fan (16. červen 2004 - vydáno rovněž jako dvoualbum spolu se studiovou částí pod názvem Studio Fan - Live Fan
- Les fleurs de forest (29. říjen 2007)

### Kompilační alba
- Millésimes (7. leden 2013)

### Singly
- Les avions se souviennent
- Plus que tout au monde
- Tu vas me manquer
- La Moitié de moi
- Laurelenn
- Où est l'élue
- 69 %
- Tombé pour elle (L'île aux oiseaux)
- Tu compliques tout
- Personne
- Il faut du temps
- Où et avec qui tu m'aimes
- Lucie
- Les meilleurs ennemis (duet se zpěvačkou Zazie)
- Assassine
- Tombé pour elle (L'île aux oiseaux) (Live)
- Sa raison d'être
- Soledad (duet s Luz Cazalovou)
- L'important c'est d'aimer
- Pas besoin de regrets
- Ce qu'on voit, allée Rimbaud
- Tue par amour
- So many men (duet s Youssouem N'Dourem)
- Millésime
- Fan
- Zinédine (hommage à Zidane)
- La Prétention de rien
- Mourir demain (duet s Natashou St-Pier)
- Y'a pas un homme qui soit né pour ça (společně s Florentem Pagny et Calogerem)
- Rosa (hommage à Rosa Parks)
- 1980 (duet s Melissou Mars)
- Les Fleurs du bien
- Le chanteur idéal
- Nouveau voyage (C'est la vie) (duet s Baby Bashem)
- Le drapeau
- Idéaliste
- La Valse des regrets
- Si je manquais de ta peau
- Mary Jane
- Tu m'avais dit
- Comment veux-tu que je t'aime
- D'un Avé Maria
- Arigatô
- Le grand amour
- Un homme est passé (duet s Elodie Frégéovou)
- Pendant que je chante

## Muzikály
- Les Dix Commandements (hudba: Pascal Obispo, libreto: Lionel Florence a Patrice Guirao, režie: Élie Chouraqui, album: 18. leden 2001, premiéra: 4. říjen 2000)
- Adam et Ève : La Seconde Chance (hudba: Pascal Obispo, libreto: Jean-Marie Duprez a Pascal Obispo, režie: Mark Fisher a Pascal Obispo, studiové album: 24. říjen 2011, živý záznam: 8. říjen 2012, DVD: 8. říjen 2012)

## Ocenění
- Victoire de la musique: píseň roku (společně s ostatními autory a interprety písně L'Envie d'aimer z muzikálu Les Dix Commandements)
- NRJ Music Awards: nejlepší frankofonní zpěvák roku 2001
- Victoire de la musique: nejlepší představení turné a koncert roku 2004
- Talents France Bleu: čestné ocenění v roce 2012
- od roku 2013 nese zpěvákovo jméno nově vystavěný víceúčelový sál ve městě La Lande-de-Fronsac[2] (kraj: Akvitánie, departement: Gironde)

### Bibliographie
- Stéphanie-Annie Euranie, Pascal Obispo, nakladatelství Michel Roubon, 2005. ISBN 978-2847410297
- Delphine Maraninchi a Mélanie Turpyn, Les Chansons de Pascal Obispo en BD. Rêver l'aventure…, nakladatelství Soleil Production, 2006. ISBN 978-2849465967
- Annie a Bernard Réval, Pascal Obispo : la part du lion, nakladatelství France-Empire, 2005. ISBN 978-2704810093